# روجر روبنسون
روجر روبنسون (بالإنجليزية: Roger Robinson)‏ هو ممثل أمريكي، ولد في 2 مايو 1940 في الولايات المتحدة، وتوفي في 26 سبتمبر 2018 بلوس أنجلوس في الولايات المتحدة. من الجوائز التي نالها جائزة توني لأفضل ممثل في مسرحية ‏ سنة 2009.

## جوائز وترشيحات
جوائز
- جائزة توني لأفضل ممثل في مسرحية [الإنجليزية]‏ (2009)

ترشيحات
- جائزة توني لأفضل ممثل في مسرحية [الإنجليزية]‏ (1996)

## وصلات خارجية
- روجر روبنسون على موقع IMDb (الإنجليزية)
- روجر روبنسون على موقع روتن توميتوز (الإنجليزية)
- روجر روبنسون على موقع قاعدة بيانات برودواي على الإنترنت (الإنجليزية)
- روجر روبنسون على موقع قاعدة بيانات الفيلم (الإنجليزية)